# Bénédictine

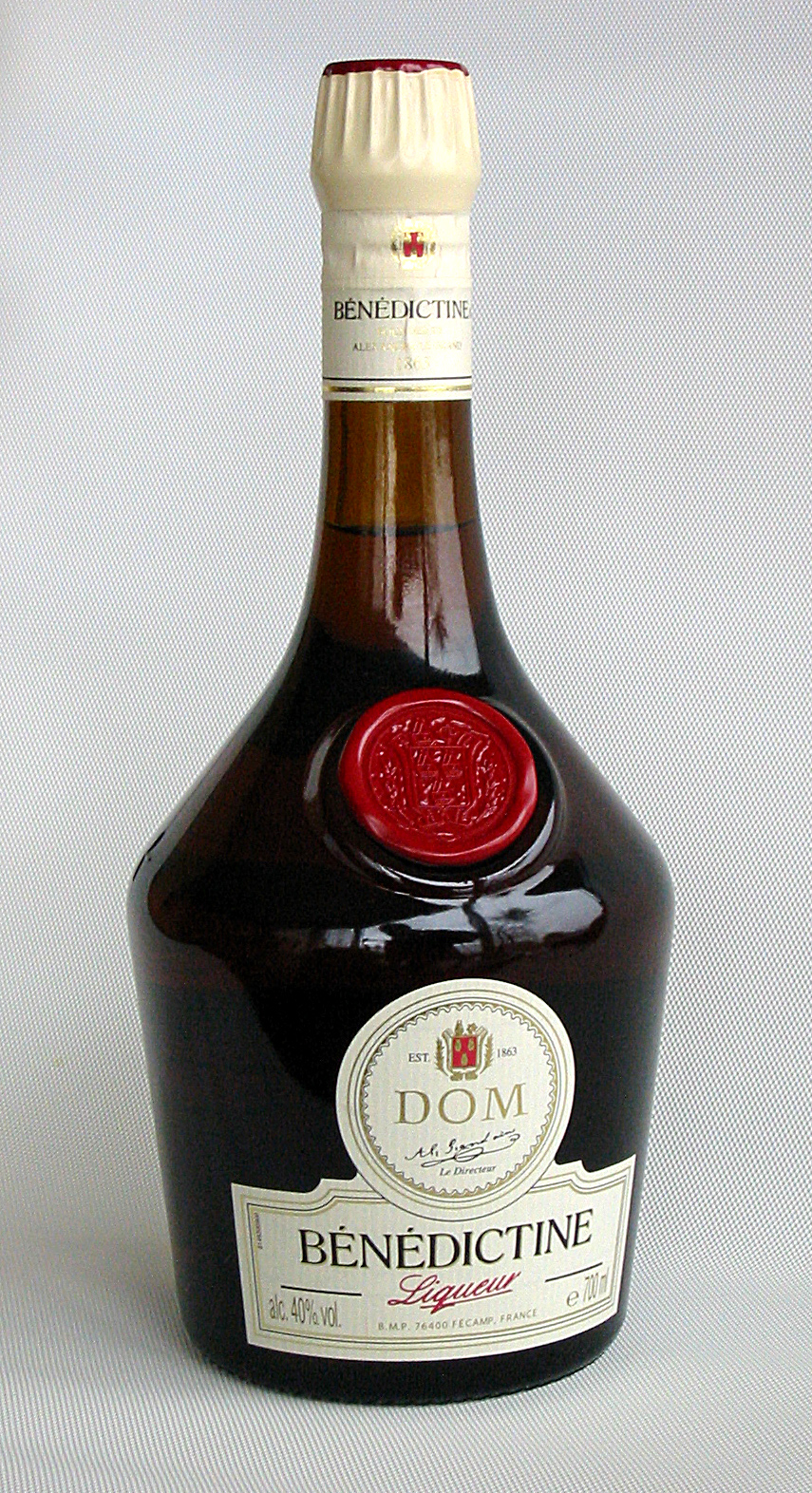

Bénédictine es un licor de hierbas que se produce en Francia. Su receta incluye veintisiete plantas y especias.
En 1510, en la abadía de Fécamp de la orden benedictina en Normandía, un monje llamado Dom Bernardo Vincelli desarrolló la receta de un elixir aromático. La bebida se produjo en la abadía hasta que la receta se extravió durante los tiempos turbulentos que vivió la abadía durante la Revolución francesa. En 1863, Alexandre le Grand, redescubrió la receta y comenzó a producir el licor bajo la marca "Bénédictine"; la compañía que él fundó continuó produciendo el licor hasta la actualidad.
La receta es un secreto comercial muy protegido que sólo es conocido por tres personas. Muchas personas han intentado y han fallado en desarrollar recetas similares, tal es así que en su sede en Fécamp la empresa posee un "Salón de las falsificaciones" (Salon de Contrefaçons) donde se exponen botellas de intentos fallidos de los supuestos competidores.
El proceso de fabricación comprende varias destilaciones, las cuales son luego mezcladas.
La misma empresa también produce el licor "B & B" (o Bénédictine y Brandy), que es Bénédictine diluido con brandy, lo que lo hace menos dulce que el Bénédictine. B & B fue desarrollado durante la década de 1930 cuando los consumidores comenzaron a mezclar el Bénédictine con brandy a los efectos de obtener una bebida con un sabor más "seco". El Bénédictine posee una graduación alcohólica del 40%, mientras que el B & B tiene una graduación del 43%. En 1977 la empresa también sacó al mercado un licor de café con una graduación alcohólica del 30% alcohol llamado Café Bénédictine, una mezcla de Bénédictine y otro licor aromatizado con café. 
Adicionalmente, la empresa produce un Bénédictine de Única Barrica que se vende en una botella negra y solo se puede obtener en el negocio el Palais de la Bénédictine en Fécamp, Normandía, Francia. 
- Cada botella de Bénédictine posee impresa en su etiqueta las iniciales D.O.M.. Algunas personas en forma equivocada creen significa "Orden de los Monjes Dominicanos," pero en realidad significa "Deo Optimo Maximo"; "Para nuestro mejor, gran Dios" (la Orden de los Dominicos utiliza la designación O.P., que significa "Orden de Predicadores."). 
- El Club de Mineros Burnley en Lancashire, Reino Unido es el mayor consumidor unitario de licor Benedictine. Los regimientos de Lancashire se hicieron aficionados al sabor del licor durante la Primera Guerra Mundial. 
- Otros licores a base de hierbas son Chartreuse, otra bebida de origen monástico que da su nombre al citado color, Jägermeister ("Maestro Cazador"), y Unicum. 